# Ульяновка (Пермский край)
Ульяновка — деревня в Чернушинском районе Пермского края. Входит в состав Слудовского сельского поселения.
Находится примерно в 2 км к северо-западу от центра города Чернушки.

## Население
В 2005 году численность населения составляла 150 человек.

По результатам переписи 2010 года численность населения составила 244 человека, в том числе 128 мужчин и 116 женщин.